# Wielka Sowa
Wielka Sowa (en alemán: Hohe Eule, «Gran Búho» en los dos idiomas) es la montaña más alta de los montes Góry Sowie, parte de los Sudetes. Su altura es de 1.014,8 metros. Se encuentra en el Parque Paisajístico de las Montañas del Búho.
La montaña se encuentra en el condado de Dzierżoniów, en la Baja Silesia, en el suroeste del país europeo de Polonia.